# Fosfatidilinozitol 3,4-bisfosfat
|Hemijska struktura sn-1-stearoil-2-arahidonoil fosfatidilinozitol (3,4)-bisfosfata]]
Fosfatidilinozitol 3,4-bisfosfat (PtdIns(3,4)P2) je manje zastupljena fosfolipidna komponenta ćelijske membrane, i važan sekundarni glasnik. Formiranje PtdIns(3,4)P2 na ćelijskoj membrani aktivira brojne važne signalne puteve.
2 se defosforiliše fosfatazom INPP4B na 4 poziciji inozitolnog prstena, i posredstvom TPTE (transmembranske fosfataze sa tenzinskom homologijom) familije fosfataza u poziciji 3 inozitolnog prstena.